# 小悦目金蛛
小悦目金蛛（学名：Argiope minuta）为园蛛科金蛛属的动物。分布于日本、朝鲜、台湾以及中国大陆的浙江、安徽、江西、湖南、四川、湖北、广东、广西、贵州、云南、福建等地，一般栖息于向阳灌木丛 布网于山林灌木间以及也见于稻田。